# Heinrich Rüegg
Heinrich Rüegg (* 20. Dezember 1801 in Bauma; † 21. April 1871 in Zürich) war ein Schweizer Politiker und Arzt. Von 1832 bis 1835 war er Regierungsrat des Kantons Zürich, von 1848 bis 1863 gehörte er dem Nationalrat an.
Der Sohn eines Wirts studierte am medizinisch-chirurgischen Institut in Zürich (Vorgänger der Universität). Danach war er als Arzt in seiner Heimatgemeinde Bauma tätig, ab 1860 in Enge. 1830 wurde Rüegg in den Zürcher Kantonsrat gewählt. Dieser wiederum wählte ihn für die Jahre 1832 bis 1835 in den Regierungsrat. Nach dem Züriputsch musste er 1839 aufgrund seiner liberalen Einstellung als Kantonsrat zurücktreten, wurde aber 1842 wiedergewählt und gehörte diesem schliesslich bis 1869 an. Darüber hinaus war er von 1832 bis 1850 Mitglied des Zürcher Gesundheitsrates. Rüegg kandidierte 1848 mit Erfolg bei den ersten Nationalratswahlen und vertrat bis 1863 den Wahlkreis Zürich-Ost.